# Abron (langue)
Pour les articles homonymes, voir Abron.
L’abron (ou brong, bron, doma, gyaman)  est une langue kwa de la grande famille des langues nigéro-congolaises. Elle est parlée par plus d'un million de personnes, par les Abrons, principalement au Ghana, également en Côte d’Ivoire. On la classe parmi les langues akan.

### Filmographie
- Côte d'Ivoire : le bron, court-métrage documentaire de la série Ces langues qui ne veulent pas mourir, réalisé par Rozenn Milin, 2013, 5 min 37, diffusé sur ARTE en 2013